# 王伟 (1920年)
王伟（1920年2月—2017年2月17日），河北肃宁人，中国共产党及中华人民共和国官员，曾任国家计划生育委员会主任、党组书记。

## 生平
王伟1937年8月参加革命工作，同年10月加入中国共产党。早年参加抗日战争，1937年8月起历任中共肃宁县工作委员会书记、冀中军区第十六团政治处主任、冀鲁豫军区新四路政治委员、独立二旅政治部副主任等职。第二次国共内战期间，任第二野战军随营学校副政委兼中共黄安县委书记。1948年起，历任鄂豫军区政治部宣传部部长，中共湖北省孝感地委副书记、青年团湖北省委书记等职。1954年起，历任青年团中央组织部部长、团中央书记处书记。1965年，任全国青联主席。“文化大革命”期间在五七干校劳动。1979年，任卫生部副部长、党组副书记，期间兼任中国医学科学院党委书记。1982年，兼任国家计划生育委员会副主任。1983年，任国家计划生育委员会主任、党组书记。2006年3月离休。
王伟是中共十三大代表、会议主席团成员，第一届、二届、三届、七届全国人大代表，第七届全国人大常委会委员、第七届全国人大教科文卫委员会副主任委员。
2017年2月17日因病医治无效在北京病逝，享年97岁。